# Georg Friedrich Wilhelm Meyer
Pour les articles homonymes, voir Meyer.
Georg Friedrich Wilhelm Meyer est un botaniste allemand, né en 1782 à Hanovre et mort en 1856 à Göttingen.
Ce spécialiste de la forêt fait paraître une flore des environs de Hanovre. À partir de 1832, il enseigne les sciences forestières  à l’université de Göttingen.